# 송신초등학교
송신초등학교(松新初等學校)는 대한민국 경기도 평택시 신장동에 있는 공립 초등학교이다.

## 연혁
- 1963. 01. 01 송신국민학교 설치 인가
- 1963. 02. 28 초대 교장 공창기 부임
- 1963. 06. 16 개교(6학급 편성)
- 1968. 02. 08 제1회 졸업(388명)
- 1981. 03. 01 병설 유치원 설치 (1학급)
- 1996. 03. 01 송신초등학교로 명칭 변경
- 1999. 12. 22 초고속 국가 통신망 설치(E1)
- 2009. 04. 15 체육관(솔빛관) 개관
- 2009. 09. 01 영어 체험실 개관
- 2010. 09. 01 제17대 김정한 교장 부임
- 2011. 02. 15 제43회 졸업(남 49/여 54/계 103명)
- 2011. 03. 01 초등학교 18학급 편성(특수 2학급 포함) 병설유치원 2학급 편성
- 2011. 09. 09 방송실 이전 및 시청각실 개관
- 2012. 02. 15 제44회 졸업(남 56/여 51/계 107명)
- 2012. 03. 01 제18대 민은기 교장 부임
- 2012. 03. 02 시업식 및 입학식/초등학교 16학급 편성(특수2학급포함), 병설유치원 2학급 편성 - 전체학생수 : 406명 / 유치원 : 24명
- 2013. 02. 13 제 45회 졸업(남 49명/여 41명/계 90명)
- 2013. 03. 01 제19대 권병선 교장 부임
- 2013. 03. 04 시업식 및 입학식/초등학교 18학급 편성(특수2학급포함), 병설유치원 3학급 편성 - 전체학생수 : 393명 / 유치원 : 38명
- 2014. 02. 18 제46회 졸업(남 32명/여 30명/계 62명)
- 2014. 03. 03 시업식 및 입학식/초등학교 17학급 편성(다문화특별학급1학급,특수1학급포함), 병설유치원 3학급 편성 - 전체학생수 : 384명 / 유치원 : 31명
- 2015. 02. 13 제47회 졸업(남 27명/여 43명/계 70명)
- 2015. 03. 02 시업식 및 입학식/초등학교 18학급 편성(다문화특별학급1학급,특수1학급포함), 병설유치원 3학급 편성 - 전체학생수 : 387명 / 유치원 : 30명
- 2023. 06. 16 개교 60주년